# Cootehill
Cootehill (in irlandese: Muinchille  che significa "crinale") è una cittadina nella contea di Cavan, in Irlanda.